# レバーソーセージ

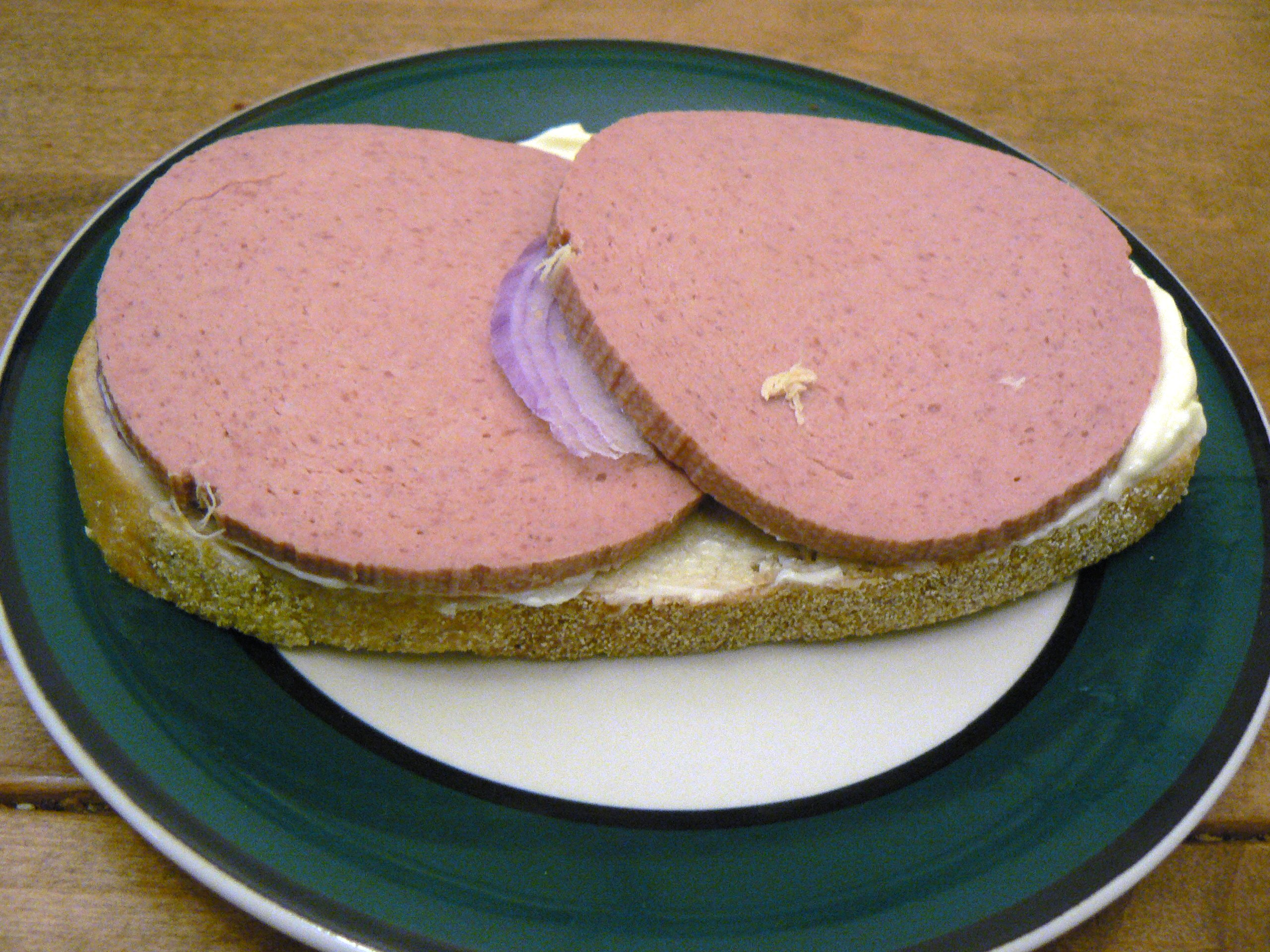
レバーソーセージのスライス

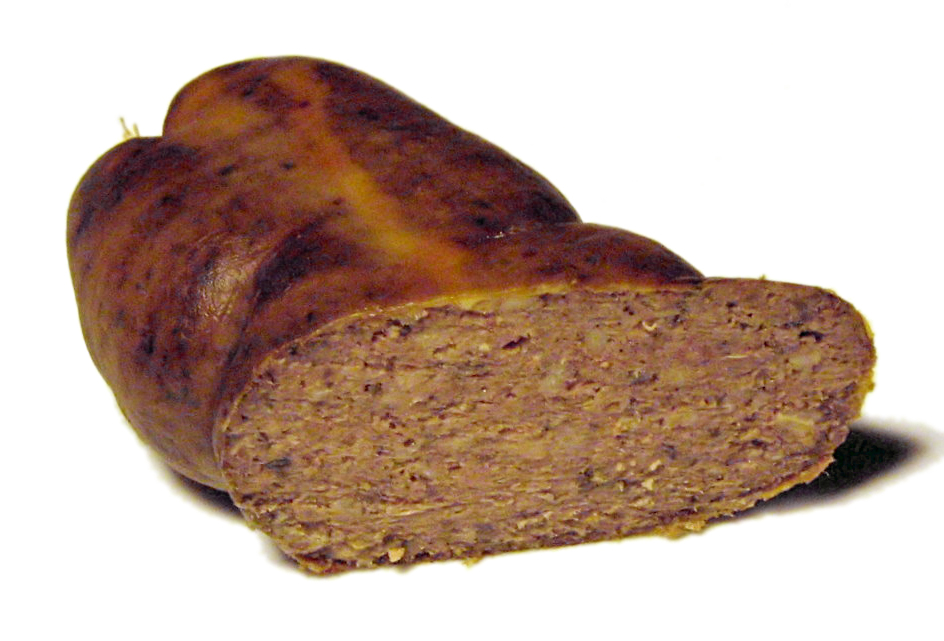
ボイルしてスモークしたレバーソーセージ

レバーソーセージ、レバーヴルスト（独: Liverwurst、Leberwurstとも表記）は、ドイツ、オーストリア、ハンガリー、クロアチア、スロベニア、セルビア、オランダ、フィンランド、スウェーデン、ノルウェー等で食べられているレバーを使ったソーセージである。
レバーヴルストは通常、豚の肝臓から作られる。ドイツの別のソーセージであるKalbsleberwurstは、「仔牛の肝臓のソーセージ」という意味であるが、通常は仔牛よりも豚の肝臓が用いられる。仔牛肉が用いられることもある。北米で"liverwurst"や単に「レバーソーセージ」と呼ばれることもあるブラウンシュヴァイガーは、スプレッドとして塗ることもできる柔らかいレバーのソーセージである。
豚の肝臓は実際には10-20%しか使われていないが、十分にレバーの風味を与えることが可能である。その他の原料は、肉、脂肪や黒胡椒、マジョラム、オールスパイス、タイム、マスタードシード、ナツメグ等の香辛料である。ドイツの多くの地域にはそれぞれ独自のレバーヴルストのレシピがあり、タマネギやベーコンをレバーヴルストに入れるかどうかといったようなことが文化的なアイデンティティーにとって重要であったりする。近年では、コケモモやキノコを入れたような、よりエキゾチックなものが人気を博している。

## 仕様
レバーソーセージは加熱することなくそのまま食べることができる。北アメリカでは、赤タマネギ、マスタードとともにライ麦パンや全粒粉パンのサンドイッチやオープンサンドイッチに使われる。ドイツに加えアメリカの南部や西部では、スライスしたガーキンのピクルスとともに提供される。
ハンガリーでは、レバーソーセージはオープンサンドイッチに使われたり、オーブンで焼かれるパンケーキにチーズとともに詰められたりして用いられる。